# Werna
Werna is een  dorp in de Duitse gemeente Ellrich in het Landkreis Nordhausen in Thüringen. De oudste vermelding van het dorp is in een oorkonde uit 876. Tot 1994 was Werna een zelfstandige gemeente. 